# 恩迪科特 (紐約州村)
恩迪科特（英語：Endicott）是位於美國紐約州布魯姆縣的村。

## 人口
根據2020年美國人口普查的數據，恩迪科特的面積為8.28平方千米，當中陸地面積為8.27平方千米，而水域面積為0.01平方千米。當地共有人口13667人，而人口密度為每平方千米1,651人。